# Territorialità
Nella geografia umana la territorialità indica il rapporto tra l'uomo e l'ambiente. 
Più precisamente rappresenta l'insieme delle relazioni che le società intrattengono con il mondo ecologico, biologico ed antropologico per il soddisfacimento dei propri bisogni e nella prospettiva di ottenere il più elevato livello di autonomia.
Ci sono diversi modi di intendere la territorialità. La geografia fa attualmente riferimento a 2  posizioni principali, ricondotte ai loro ideatori:
- R.D. Sack: territorialità come "controllo" ed espressione primaria del potere sociale (definizione che si avvicina molto al principio di territorialità). Si configura in specifiche strategie perpetrate dalla società per gestire/controllare le persone e le risorse
- C. Raffestin: la territorialità come frutto delle relazioni (concrete o astratte) tra uomo e ambiente in un contesto tridimensionale società-spazio-tempo. Ogni individuo (in questo caso attore sintagmatico) si "appropria" nel corso del tempo dello spazio con cui intrattiene queste relazioni. Rilevante il fatto che in questa posizione, rispetto alla precedente, la territorialità rappresenta un processo aperto che dipende dall'individuo e dal tipo di relazioni instaurate con lo spazio. L'appropriazione può avvenire, ad esempio, attraverso l'occupazione fisica dello spazio. Ma anche astrattamente, ad esempio attraverso la rappresentazione (pittura, fotografia), oppure (altro esempio) attraverso l'uso e la costruzione di territori cibernetici (web)